# アジメドジョウ
アジメドジョウ（味女泥鰌、Cobitis delicata）は、条鰭綱コイ目ドジョウ科シマドジョウ属に分類される淡水魚。日本固有種。

## 分布
北陸地方南部・中部地方・近畿地方（長野県、福井県、石川県、富山県、岐阜県、滋賀県、三重県、奈良県、京都府、大阪府）。タイプ産地は木曽川水系の阿木川。

## 形態
全長8 - 10cm。他のドジョウと比べ細長い。シマドジョウに似ているが、目を通る線状の模様がないことで見分けられる。背面には暗色の虫食い状の斑紋が入り、体側面中央には暗色の斑点の列または線が入る。生息地域や個体によって変異が多い。地理的、遺伝的に分化した2つのタイプがあり、太平洋側に多い斑紋収束型(Gタイプ)は体側面に縦帯があるのみで、日本海側に多い斑紋分散型(Sタイプ)は体側面に斑紋が連なり、その上下に小斑点が散らばる。シマドジョウ類と異なり、胸鰭による雌雄判別が難しい。しかし繁殖期が近づくと、雌の腹側は橙色、雄の腹側は白色になる。口は頭部の下に位置し、半月型で唇が厚く吸盤状になっている。口ひげは3対。背鰭、胸鰭、臀鰭は体の後方にある。

## 分類
1937年、丹羽弥によりシマドジョウ属Cobitisの1種として記載された。のちにアジメドジョウ属Niwaella Nalbant, 1963に移されたが、この属は系統的にシマドジョウ属に含まれる。

## 生態
ふつう河川の上流から中流域にかけて生息するが、長良川では中流下部まで見られる。流れのある礫地を好み、礫から礫へ口で吸い付いて伝うように移動する。秋季には伏流の水底に潜り、越冬する。食性は雑食で、主に藻類、水生昆虫等を食べる。繁殖については不明な点が多いが、3月から4月頃にかけて伏流水中で産卵すると考えられている。オスは2.5年、メスは3.5年で性成熟する。寿命は長く、10年以上生きる例もある。

## 保全状態評価
- LEAST CONCERN (IUCN Red List Ver. 3.1 (2001))[1]
- 絶滅危惧II類 (VU)（環境省レッドリスト）[4]

開発により生息地が減少し、生息数が減少している地域もあることから、環境省レッドリストでは絶滅危惧II類として掲載されている。一方で2019年のIUCNレッドリストでは低懸念として評価されている。

## 人間との関係
長野県や岐阜県、福井県の一部では食用とされている。藻類食のため泥臭さがなく、ドジョウ類のなかでは味が良いとされる。調理法としては焼き干しで作る吸い物、蒲焼き、佃煮等がある。石を伝いながら上流へ登ろうとするアジメドジョウを筒へ導いて採る、「登り落ち漁」が行われている。また伏流水の流れている地中に罠を仕掛け、伏流水の中を移動する個体を捕獲する「箱漁」も行われる。